# Juliane von Mengden

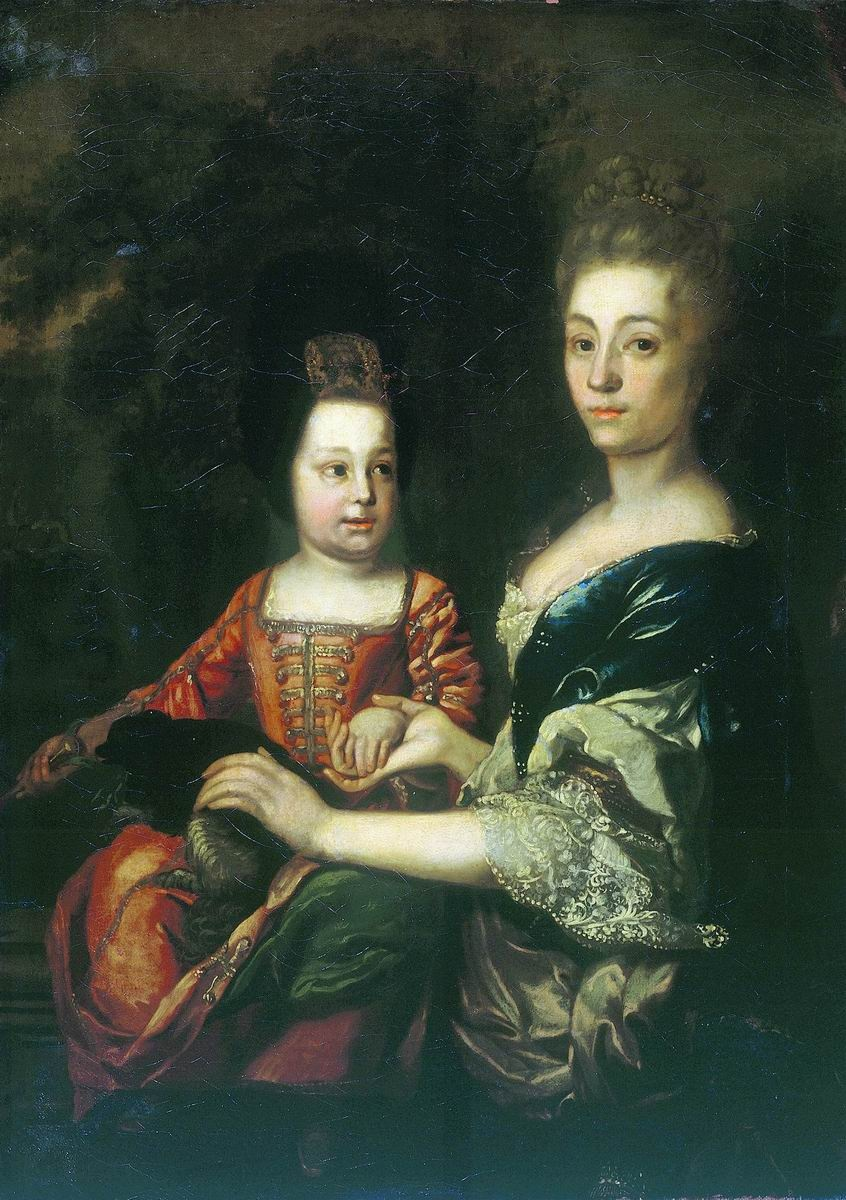
Iwan VI. mit seiner Erzieherin Juliane von Mengden

Baronesse Auguste Juliane von Mengden (russisch Юлиана Магнусовна Менгден) (* 22. Mai 1719; † 21. Oktober 1787 in Jerkull) war eine russische Kammerzofe, erste Hofdame der russischen Regentin Großfürstin Anna Lepoldowna und Erzieherin von Zar Iwan VI.

## Leben
Julia von Mengden entstammte dem deutsch-baltischen Uradelsgeschlecht von Mengden und war die Tochter des schwedischen Oberstleutnants und livländischen Landmarschalls Baron Magnus Gustav von Mengden (* 1663; † 1726) und der Dorothea Sophie von Rosen (* 1690; † 1773). Ihr Schwager war der russische Premierminister und Armeechef Burkhard Christoph von Münnich. Juliane von Mengden lebte zusammen mit ihren Schwestern Jacobine, Maria, Aurora und Anna Dorothea in Sankt Petersburg am Hof der russischen Regentin Anna Leopoldowna. 
Juliane von Mengden stand in besonderer Gunst Anna Leopoldownas, die sie zur Staatsdame ernannte. 1740 übernahm sie die Erziehung des minderjährigen russischen Zaren Iwan VI. Der Architekt Trezzini gestaltete für sie 1740 in Sankt Petersburg einen Palast, den sogenannten „Mengden-Palast“. Anna Leopoldowna, die ein Liebesverhältnis mit dem deutschen Diplomaten, kursächsischen Gesandten in Berlin und in St. Petersburg Moritz Karl zu Lynar unterhielt, arrangierte zum Schein eine Verlobung Lynars mit Juliane von Mengden. Eine Heirat kam wegen des 1741 erfolgten Staatsstreiches Elisabeth Petrownas nicht mehr zustande.
1741 nahm Graf Lynar unwissend der Ereignisse Brillanten und 30.000 Rubel seiner Verlobten nach Sachsen mit und vergaß die Wertgegenstände wieder zurückzugeben. Im Archiv Dresden hat sich über den Fall eine Korrespondenz erhalten. Nach der Machtübernahme Zarin Elisabeth Petrownas folgte Juliane von Mengden Anna Lepoldowna ihrem Gemahl und ihren Kindern zunächst nach Riga, dann nach Cholmogory an der Dwina in die Verbannung. Anschließend lebte sie über 20 Jahre in der Festung Oranienburg. Katharina II. rehabilitierte sie 1764 und erlaubte ihr auf ihr livländisches Familiengut zurückzukehren, wo sie 1787 starb.